# سانتا ماجدالينا دي بولبيس
سانتا ماجدالينا دي بولبيس (بالإسبانية: Santa Magdalena de Polpís)‏ يبلغ عدد سكانها 836 نسمة وفقاً لإحصائية سنة (2006).